# Afrikanische Sozialistische Bewegung
Die Afrikanische Sozialistische Bewegung (französisch: Mouvement Socialiste Africaine, Kürzel: MSA) war eine politische Partei in den französischen Überseegebieten in Afrika.

## Geschichte
Die Afrikanische Sozialistische Bewegung wurde bei einem Treffen der afrikanischen Ableger der Französischen Sektion der Arbeiter-Internationale (SFIO) gegründet, das von 11. bis 13. Januar 1957 in Conakry stattfand. Das Ziel der Parteigründung war eine größere Handlungsfreiheit bei spezifisch afrikanischen Problemen, ohne dabei die Brücken zur SFIO völlig abzubrechen. Parteivorsitzender des MSA wurde Lamine Guèye aus Senegal, Generalsekretär Ibrahima Barry aus Guinea und stellvertretender Generalsekretär Djibo Bakary aus Niger.
Der interterritorial organisierte MSA vereinte mehrere sozialistisch orientierte Mitgliedsparteien aus den französischen Überseegebieten in Afrika unter einem Dach. Zu den Mitgliedsparteien zählten unter anderem der Parti Socialiste Démocrate (PSD-MSA) aus Madagaskar und den Komoren, der Parti Socialiste Camerounaise (PSC-MSA) aus Kamerun, die Union Franco-Guinéenne (UFG-MSA) aus Guinea, der Parti Sénégalais d’Action Sociale (PSAS-MSA) aus Senegal und eine später Sawaba genannte Fraktion aus Niger, die durch den Zusammenschluss der Nigrischen Demokratischen Union (UDN) und des Nigrischen Aktionsblocks (BNA) entstanden war.
Im März 1958 fusionierte der MSA unter anderem mit der Convention Africaine zu einer neuen Großpartei, der Partei des Afrikanischen Verbunds (PRA).